# HIP 14810
HIP 14810 — звезда в созвездии Овна на расстоянии около 172 световых лет от нас. Вокруг звезды обращается, как минимум, три планеты.